# 扁桃體炎
扁桃體炎（Tonsillitis），或称扁桃腺炎，通常會快速發病。扁桃體炎屬於咽炎的一種。其症狀包括咽喉痛、發燒、扁桃腺腫大、吞嚥困難、頸部的淋巴結腫大。併發症包括扁桃體周圍膿腫。
扁桃腺炎大多因病毒感染引起，不過約有5%~40%的病例是由細菌感染引起。由A型鏈球菌引起的扁桃腺炎稱為鏈球菌性咽炎。由淋病雙球菌、白喉棒狀桿菌、流感嗜血桿菌等其他細菌引起則較罕見。扁桃腺炎通常是透過空氣於人群間傳播感染。如Centor評分等評分系統可以協助釐清可能原因，並可以透過咽拭子或快速鏈球菌檢查法確診。
治療方式為試圖改善症狀及減輕併發症。撲熱息痛（乙醯胺酚）和布洛芬（ibuprofen）可用來止痛；若咽喉發炎時，則通常會建議口服盤尼西林。而對於盤尼西林過敏的病患，可考慮改用頭孢菌素（cephalosoprins）或是大環內酯（macrolides）治療。又如孩童經常罹患此症，亦可考慮直接切除扁桃體以杜絕未來再次發炎的風險
在英國，約有7.5%的人平均每3個月會出現1次喉嚨痛，而有2%的人每年必需因此症而看醫生，此症好發於秋、冬季，最常流行於大學以下的各級學校，不過大部分的人都可自然或服藥後痊癒。罹病者即使體內仍可驗出鏈球菌，但有40%的患者在3天內症狀即會緩解，而有80%的患者會在1星期內逐漸康復。服用抗生素則可緩解症狀約16個小時。

## 病因
根據耳鼻喉科专家一些免疫學的說法，扁桃體隱窩內部的細菌以及病毒同新陳代謝产生的物體進入體液后，可能产生抗體的形成，接著而來的是之腺體內將會产生抗原抗體結合物，可以達到一種複合的免疫作用，許多醫學專家從而認爲慢性扁桃體炎是一種自身的免疫反映。因爲自身抗體抗原結合時亦會對自身的組織細胞产生損害，而有利于感染，亦促使抗原抗體反應，從而會产生一種惡性的循環。

## 症狀
反复发作急性扁桃体炎亦會形成慢性的扁桃體炎症。根據一些醫學資料顯示，亦有一部分病患發生人並沒有明顯的急性發作史。主要的表現爲時常咽喉部位不適，並产生異物感，咽喉乾澀痕癢，時常還會引起刺激性咳嗽以及口臭等症狀。

### 兒童
兒童由扁桃體可能會引起呼吸、吞嚥、語言困難。如果伴有腺樣體肥大亦可能引起鼻塞、鼾聲以及其他性質的中耳炎。因爲時常嚥下分泌物以及隱窩中的細菌毒素，可能引起消化不良、頭痛、乏力、低熱等情况發生。

### 分級
在臨床上，多數醫務人員爲了記錄方便，亦會將症狀分類，根據扁桃體的外型尺寸分爲三度。如果扁桃體超出舌顎弓，但是並沒有遮擋咽腭弓者被記錄爲Ⅰ度；已遮盖咽腭弓者爲Ⅱ度；超出咽腭弓突向中綫者为Ⅲ度。但扁桃體的大小不能被視爲炎症的發生，亦是因爲兒童有生理性肥大，成人多萎縮。

## 治療
1. 一般首先用青黴素，肌注或靜脈滴注均可，也可選用磺胺類藥物。 因本病多為鏈球菌感染，故抗菌消炎是主要治療原則，解熱鎮痛是重要的對症治療措施，可用醋柳酸等水楊酸製劑。
2. 一般治療：患病後注意休息，多飲開水，以流質飲食為宜，體溫增高可予以解熱止痛劑，如復方阿斯匹林，大便秘結則服用緩瀉劑。
3. 局部治療：可用淡鹽水、複方硼酸溶液或1∶5000的呋喃西林溶液漱口，每日4～5次，可配合喉片含化；也可用0.5%～1%普魯卡因封閉兩側下頜角皮下及3兩側扁桃體周圍，每側5～10mL。
4. 手術治療：反復發作經保守治療仍無效者，可待急性炎症消退後施行扁桃體切除術。